# Hans Jakob Escher vom Luchs
Hans Jakob Escher vom Luchs (* 5. September 1734 in Zürich; † 24. Juli 1800 daselbst), reformiert, war ein Schweizer Richter und  Politiker.

## Leben und Wirken
Seine Eltern waren Hans Caspar (Kaspar) Escher vom Luchs, Landvogt von Grüningen, und dessen Ehefrau Anna Margaretha. Am 10. Oktober 1758 heiratete er Anna Dorothea Landolt (* 30. Januar 1737, † 1803), Tochter des Ratsherrn Hans Rudolf Landolt und der Anna Dorothea, geborene Gessner, aus Zürich. Hans Jakob war demnach ein Verwandter von Johannes Gessner, dem Gründer der Physicalischen Societät.
Das Ehepaar hatte vier Kinder, von denen nur zwei das Kindesalter überlebten:
- Ester (1759–1792), verh. 1783 mit Hans Heinrich Scheuchzer (* 1751)
- Anna Dorothea (1760–1761)
- Anna Dorothea (1763–1837), verh. 1780 mit Salomon Hirzel (* 1758)
- Hans Georg (1765–1777 in Winterthur)

Escher vom Luchs war Hauptmann der Artillerie und wirkte als Spitalpfleger.
1759 wurde er zum Richter am Zürcher Stadtgericht bestallt. 1765 wurde er Ratsherr der Constaffel im Grossen Rat. Ab 1771 war er Amtmann in Winterthur. 
Nach der Aufgabe seines Amtes in Winterthur bewirtschaftete er überwiegend das Gut Reuental, lebte aber in seinem Zürcher Stadthaus «Zum gekrönten Luchs» an der Unteren Zäune 7 (erstmals erwähnt 1337; ab 1680 zu Familie Escher; ab 1800 noch drei Besitzwechsel und Umbau; 1851 Aufstockung. 1903 wurde es von Mary Codman gekauft und nochmals umgebaut; als Amerikanerin musste sie es 1917 wegen des Eintritts der USA in den Ersten Weltkrieg an den Staat verkaufen).
Escher vom Luchs war sicher nicht Mitgründer der 1746 gegründeten Physikalischen Gesellschaft von Zürich, wurde aber mit seinem Interesse für Naturwissenschaften und wohl aufgrund der verwandtschaftlichen Beziehungen zum Präsidenten Johannes Gessner deren Quästor.

## Werke
Escher vom Luchs hinterliess
- einen 19-bändigen Güterkalender über sein Mustergut in Wipkingen
- eine ökonomisch-statistische Arbeit über Vogelfang
- eine konservativ gestimmte Beschreibung des Stäfnerhandels von 1795[5]